# Nierenblättriger Frauenmantel
Der Nierenblättrige Frauenmantel (Alchemilla reniformis), auch Nierenblatt-Frauenmantel oder Nierenförmiger Frauenmantel genannt, ist eine Pflanzenart aus der Gattung Frauenmantel (Alchemilla) innerhalb der Familie der Rosengewächse (Rosaceae).

## Beschreibung
Der Nierenblättrige Frauenmantel ist eine krautige Pflanze, die Wuchshöhen von 10 bis 30, selten bis zu 40 Zentimetern erreicht. Die Stängel sind an den unteren drei bis fünf Internodien wie die Blattstiele mehr oder weniger dicht anliegend behaart. Die Grundblätter sind bis 10 Zentimeter breit, nierenförmig bis rundlich, 9- oder 11-, selten 13-lappig, oberseits nur auf den Zähnen spärlich, unterseits auf den Nerven in ganzer Länge und auf den Randlappen anliegend behaart. Die Blattlappen sind flachbogig bis halbrund und gleichmäßig kurzzähnig.
Die Blütezeit reicht von Mai bis Oktober. Der Kelchbecher ist 1- bis 1,5-mal so lang wie breit, kugelig bis kurz glockig und am Grund abgerundet.
Die Nüsschen sind 1,3- bis 1,5-mal so lang wie breit.

## Vorkommen
Der Nierenblättrige Frauenmantel kommt vor allem in den Alpen vor, ferner im Schweizer Jura, im Erzgebirge, in den Sudeten und den südlichen Karpaten, in den Dinariden und in Bulgarien. Neben Fundorten in Baden-Württemberg werden im bayerischen Alpenvorland und in den Schweizer Alpen viele Fundstellen angegeben.
Der Nierenblättrige Frauenmantel gedeiht in den montanen bis subalpinen Höhenstufen. Er besiedelt Quellmoore, frische Magerrasen und Staudenfluren.

## Systematik
Die Erstbeschreibung von Alchemilla reniformis erfolgte 1895 durch Robert Buser in Neue Denkschr. Allg. Schweiz. Ges. Gesammten Naturwiss., Band 34, S. 127. Ein Synonym für Alchemilla reniformis Buser ist Alchemilla glaberrima Opiz nom. illeg., Alchemilla sudetica S.E.Fröhner. Alchemilla reniformis gehört zur Sektion Alchemilla aus der Gattung Alchemilla.